# 헤브라이즘
헤브라이즘(Hebraism)은 현재 일반적 의미로는 히브리어의 사용, 기질, 특징을 모두 아우르는 말이며, 히브리어 문화 또는 헤브라이 정신 모두를 아울러 이르는 말이다. 유대인과 그들의 믿음, 국가 이념, 문화를 가리키기도 한다.
학술적 용어로 사용하면, 고대 유대교(또는 유대종교)와 기독교 정통을 포괄하는 의미로 사용한다. 고대 그리스에서 형성된 헬레니즘과 함께 유럽의 정신적 전통을 형성한 2대 조류의 하나로, 헬레니즘이 이성적·과학적·미적인 데 비하여, 헤브라이즘은 의지적·윤리적·종교적이다.